# Cessna 525
Cessna 525 CitationJet/CJ — лёгкий реактивный самолёт деловой авиации, разработанный компанией Cessna Aircraft Company, производится в Уичито, Канзас. На самолёте установлено два турбовентиляторных двигателя. Семейство самолётов состоит из моделей: Cessna 525 (CJ, CJ1, CJ1+), Cessna 525A (CJ2, CJ2+), Cessna 525B (CJ3, CJ3+) и Cessna 525C (CJ4).
Опытный экземпляр совершил первый полёт 29 апреля 1991 года. В 1993 году начался серийный выпуск, первый самолёт был поставлен заказчику 30 марта 1993 года.

## Разработка

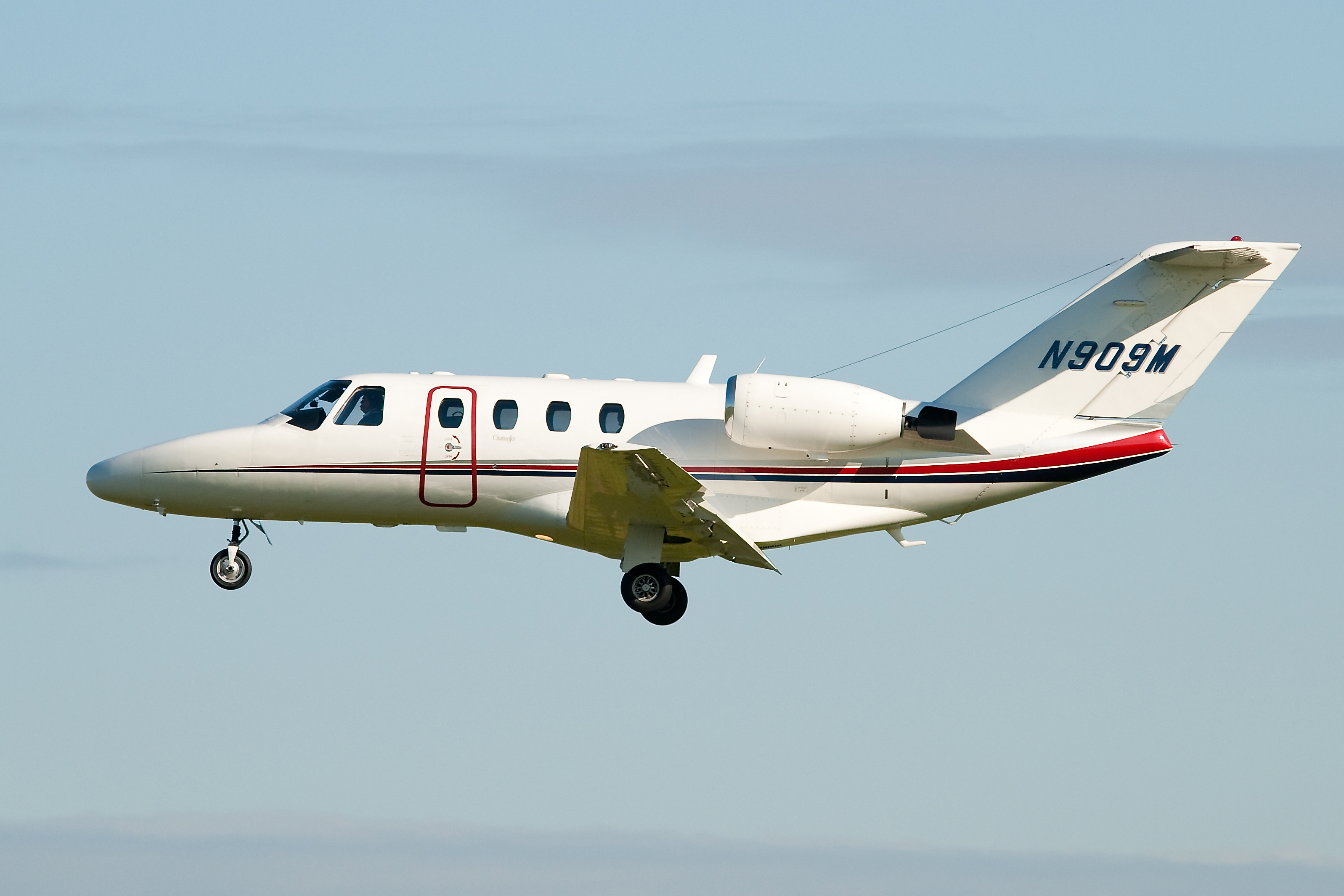
Cessna CJ1

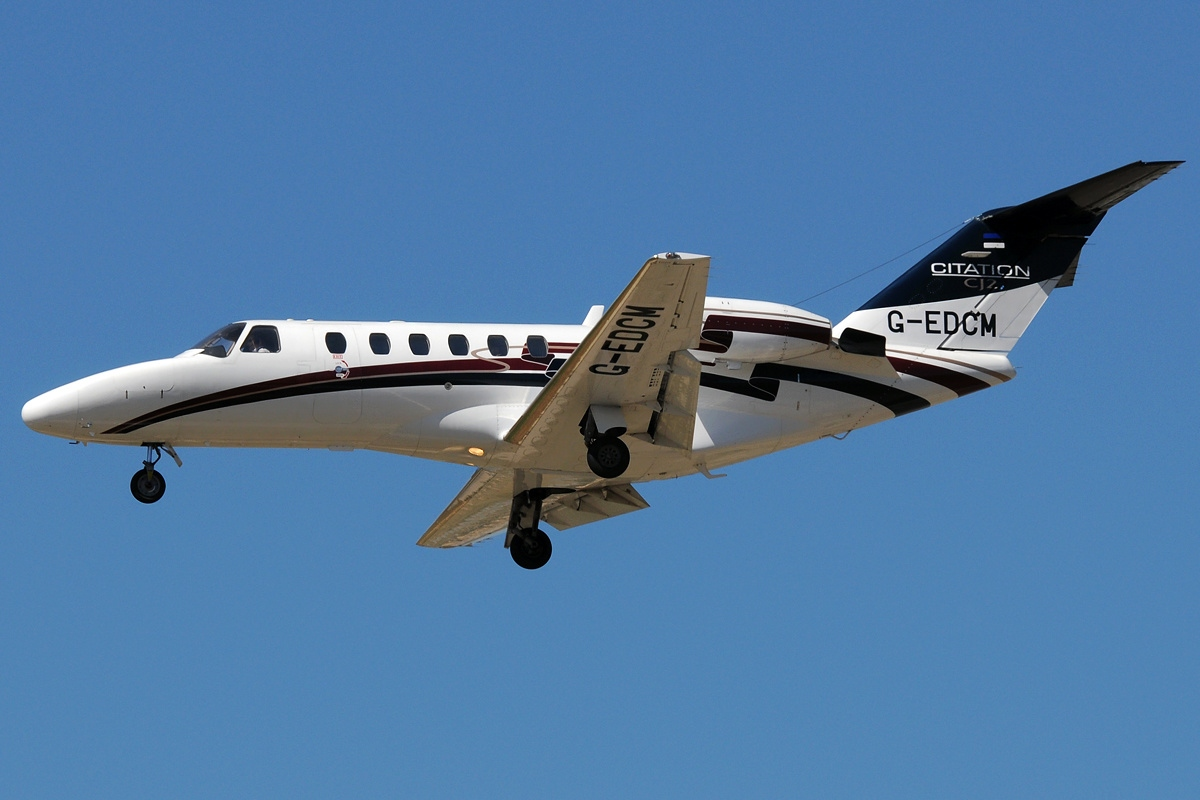
Cessna CJ2

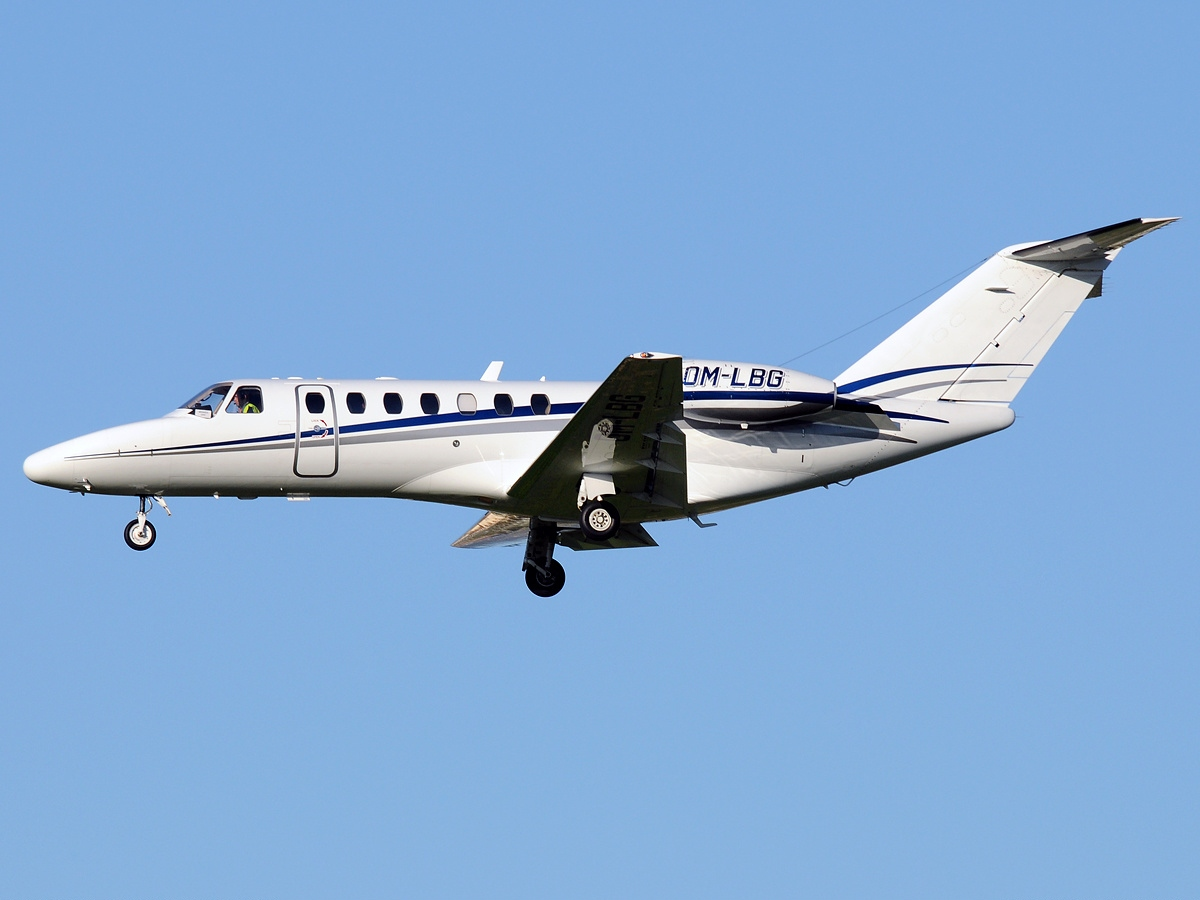
Cessna CJ3

Разработки самолёта начались в 1989 году для замены Cessna 500 Citation I. В основе нового самолёта использовали доработанную версию последнего фюзеляжа семейства Citation, новое крыло и новое T-образное хвостовое оперение. На самолёт было установлено два турбовентиляторных двигателя Williams FJ44.

## Тактико-технические характеристики
Приведённые ниже характеристики соответствуют модификации Citation CJ1+

### Технические характеристики
- Экипаж: 1 человек (2 человека для выполнения коммерческих рейсов)
- Пассажировместимость: 5 человек
- Грузоподъёмность: 1740 кг
- Длина: 12,98 м
- Размах крыла: 14,3 м
- Высота: 4,19 м
- Площадь крыла: 22,3 м²
- Масса пустого: 3069 кг
- Масса полезной нагрузки: 279 кг (с максимальным запасом топлива)
- Максимальная взлётная масса: 4853 кг
- Масса топлива: 1461 кг
- Двигатели: 2× ТРДД Williams FJ44-1AP
- Тяга: 2×8,74 кН
- Степень двухконтурности: 2,58:1

### Габариты кабины[5]
- Длина салона: 3,35 м
- Ширина салона: 1,47 м
- Высота салона: 1,45 м
- Объём багажного отсека: 1,27 м³

### Лётные характеристики
- Крейсерская скорость: 720 км/ч (на высоте 9449 м)
- Скорость сваливания: 153 км/ч (в посадочной конфигурации)
- Практическая дальность: 2408 км
- Практический потолок: 12 497 м
- Скороподъёмность: 16,72 м/с
- Длина разбега:  994 м
- Длина пробега:  789 м

## Аварии и катастрофы
По данным портала Aviation Safety Network, по состоянию на 5 февраля 2020 года было потеряно 29 самолётов Cessna 525. Это привело к гибели 41 человека.
| Дата       | Бортовой номер | Владелец                                        | Место катастрофы   | Жертвы  | Краткое описание |
| ---------- | -------------- | ----------------------------------------------- | ------------------ | ------- | --- |
| 04.04.1998 | N111LR         | Alpha Wolf Enterprises LLC                      | Мариетта           | 1+4/4   | Столкнулся в воздухе с Cessna 172. |
| 09.12.1999 | N525KL         | College of the Ozarks                           | Брэнсон            | 6/6     | При заходе на посадку врезался в холм. |
| 26.03.2000 | N130MR         | Mike G. Rutherford                              | Буда               | 1/1     | При заходе на посадку врезался в дерево и разбился. |
| 08.10.2001 | D-IEVX         | Air Evex GmbН.                                  | Милан              | 114+4/4 | Столкнулся со взлетающим MD-87. |
| 07.10.2002 | N57EJ          | Exec-Jet                                        | Dexter             | 0/4     | Выкатился за пределы взлётно-посадочной полосы. |
| 14.03.2004 | D-IMMM         | WDL Aviation                                    | Флоренция          | 0/7     | Не смог взлететь и выкатился за пределы взлётно-посадочной полосы. Был отремонтирован.                                                                             |
| 17.07.2005 | N13FH          | Hertrich Aviation                               | Old Bridge         | 0/3     | Выкатился за пределы взлётно-посадочной полосы. |
| 16.09.2005 | PT-WLX         | JCA Holdings e Participacoes                    | Alto da Boa Vista  | 2/2     | Вскоре после взлёта врезался в склон горы. |
| 12.01.2007 | N77215         | SunQuest Executive Air Charter                  | Лос-Анджелес       | 2/2     | Разбился сразу после взлёта. |
| 12.09.2007 | N971TB         | TBAC LLC                                        | Danbury            | 0/0     | Уничтожен пожаром. |
| 12.09.2007 | N525EZ         | Eli's Bread                                     | Danbury            | 0/0     | Уничтожен пожаром. |
| 01.02.2008 | N102PT         | J. Symons                                       | 9,5 км от Огаста   | 2/2     | Разбился из-за дезориентации пилота. |
| 11.11.2012 | PR-MRG         | Tropic Air Táxi Aéreo                           | Сан-Паулу          | 0/3     | Выкатился за пределы взлётно-посадочной полосы. |
| 29.09.2013 | N194SJ         | Creative Real Estate Exchange                   | Калифорния         | 4/4     | Выкатился за пределы ВВП и врезался в ангар. |
| 03.02.2014 | N61YP          | Brink Constructors                              | Элк-Сити           | 0/7     | Во время захода на посадку врезался в столб. |
| 13.06.2014 | PP-PIM         | Planalto Indústria Mecânica                     | Аруанан            | 0/7     | Выкатился за пределы взлётно-посадочной полосы. |
| 14.10.2014 | OE-FLP         | Fly Tyrol                                       | Милан              | 0/3     | Во время руления столкнулся с трактором. |
| 18.01.2016 | N711BX         | Donald Lee Baker                                | Cedar Fort, UT     | 2/2     | Пилот потерял ориентацию в полёте и самолёт разбился. В ходе расследования выяснилось, что приборы показывали неверные значения. Причину поломки найти не удалось. |
| 20.02.2016 | N214RT         | частное лицо                                    | Орландо (аэропорт) | 0/0     | Сгорел в ангаре. Пострадали три человека. |
| 29.12.2016 | N614SB         | Superior Beverage Group                         | Кливленд           | 6/6     | Упал в воду. |
| 16.01.2017 | N525PZ         | Zeliff Aviation                                 | Мичиган            | 0/1     | Выкатился за пределы взлётно-посадочной полосы. |
| 27.12.2017 | N525KT         | Van E Aviation, opb Integrated Flight Resources | Мичиган            | 0/2     | Выкатился за пределы взлётно-посадочной полосы и остановился в кукурузном поле.                                                                                    |
| 02.04.2018 | N511AC         | Avis Industrial Corporation                     | Марион             | 2+0/5   | При посадке столкнулся с Cessna 150. |
| 15.04.2018 | N525P          | частное лицо                                    | Крозет             | 1/1     | Врезался в гору. |
| 06.06.2018 | D-IULI         | ProAir                                          | Сен-Тропе          | 0/2     | Выкатился за пределы взлётно-посадочной полосы |
| 13.08.2018 | N526CP         | Vancon Holdings                                 | Пейсон             | 1/1     | Пилот намеренно врезался на самолёте в свой дом. Жена и ребёнок, находившиеся в здании не пострадали.                                                              |
| 26.11.2018 | PP-OEG         | ARGa.                                           | Джекуитаи          | 4/4     | Разбился при заходе на посадку. |
| 30.11.2018 | N525EG         | Estoair                                         | Мемфис             | 3/3     | Разбился во время набора высоты. |
| 15.11.2019 | N973CG         | Pilot Point Consultancy                         | Сан-Антонио        | 0/4     | Во время руления столкнулся с Cessna 560 Citation Encore. |
| 03.03.2020 | N989CJ         | Textron Inc.                                    | Нашвилл            | 0/0     | Уничтожен во время торнадо. |
| 13.03.2020 | YV3452         | н.д.                                            | Порламар           | 2/2     | Выкатился за пределы ВПП и загорелся. |